# حفرة تينومر
حفرة تينومر هي فوهة صدمية في موريتانيا.

## تفاصيل
الفوهة عبارة ظاهرة جيولوجية غريبة في صحراء ولاية تيرس الزمور شمال موريتانيا، التقطت أول صورة لها في عام 2008 من قبل وكالة ناسا، وتعتبر من أفضل الفوهات التي ما زالت تحتفظ بتركيبتها، يبلغ عرضها حوالي 1.9 كـم (1.2 ميل)، ويُقدر عمرها حوالي من 10 ألف الى 30 ألف عام. وذكرت وكالة الفضاء الأوروبية ان طريقة تشكل الحفرة ظلت محل خلاف من قبل علماء الجيولوجيا، فبعضهم يرجح تكوينها إلى فعل بركاني، والبعض الآخر يرجح تكوينها إلى ارتطام نيزك في الأرض، الحفرة مكشوفة على سطح الأرض، وشكلها دائري تقريباً، فيما يبلغ ارتفاع حواشيها نحو 110 م (360 قدم)، وأن أسفل الفوهة مغطى بطبقة رواسب يتراوح سمكها بين 200 إلى 300 م (660 إلى 980 قدم).
وأن الفحص الدقيق لتركيبة الحفرة من قبل وكالة الفضاء الأوروبية كشفت أن الحمم المترسبة في الفوهة كانت في الأصل كتلة صخرية ذابت نتيجة اصطدام نيزك بالأرض، حيث تشكلت من صخور النايس والجرانيت وطبقة رقيقة من رواسب العصر البليوسيني، ووجدت صخور البازلت والريوداسيت خارج حوض الفوهة.

## روابط خارجية
- ناسا - صورة يوم 17 فبراير 2008
- هياكل تأثير النيزك
- صور إضافية لحفرة تينومر